# دردار متعالي
دردار متعالي (الاسم العلمي: Ulmus excelsa) هو نوع نباتي يتبع جنس الدردار من فصيلة الدردارية.